# هضبة كارست

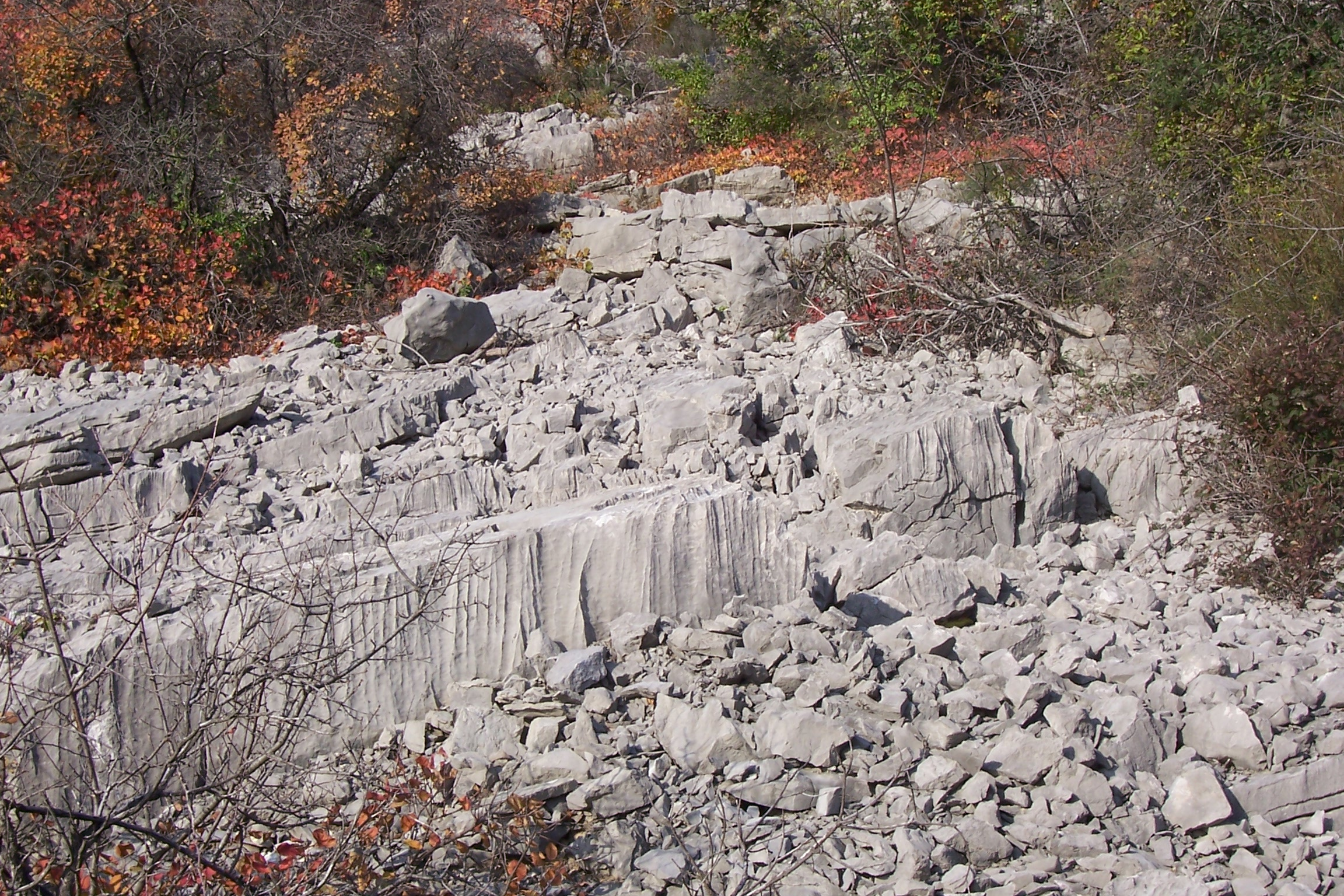

هضبة كارست (بالإنجليزية:  Karst Plateau )‏ هي هضبة من حجر الكلس ممتدة عبر الحدود من جنوب غرب سلوفينيا وشمال شرق إيطاليا.
وهي تقع بين وادي فيبافا والتلال المنخفضة المحيطة الوادي، والجزء الغربي من تلال بركيني، شمال إستريا، وخليج تريستي. كما يمثل الحافة الغربية لهضبة الحدود العرقية التقليدية بين الإيطاليين والسلوفينيين. أعطى المنطقة اسمها إلى التضاريس الكارستية. لهذا السبب، يشار إليها أيضا باسم كارست الكلاسيكية.